# Studio 96
『Studio 96』（スタジオナインティシックス）は、日本のダブ・バンドTAMTAMのボーカルKuroがパーソナリティを務める、 FM NORTH WAVEで放送されているラジオ番組。2014年7月7日放送開始。略称は『スタクロ』。

## 放送時間
毎週月曜日 22:00-23:00

## コーナー
- すぐダブ課
J-pop、ロック、ソウルミュージック、R&B、ジャズ、ワールドミュージック、オペラなどジャンル問わず、楽曲を即席DUBミックスするコーナー。使用機材はコルグ社のカオスパッドKP3+のみ。
- スタクロMix
パーソナリティKuroが音楽的に最も影響を受けた、主にオールディーズのジャマイカンミュージック（スカ、レゲエ、ダブなど）を数曲まとめて紹介するコーナー。
- いいものクロスオーバー
パーソナリティKuroが個人的に気に入っている漫画、映画、小説、お笑い芸人などを何でも紹介するコーナー。